# Saint-Antonin-du-Var
Saint-Antonin-du-Var (Sant Antonin in Occitan) là một xã thuộc tỉnh Var trong vùng Provence-Alpes-Côte d'Azur miền đông nam nước Pháp.